# PROJ.4
PROJ.4, bzw. nun PROJ, ist eine Koordinatentransformationssoftware, die Geokoordinaten von einem Koordinatenreferenzsystem (CRS) in ein anderes umwandelt. Hierzu zählen sowohl kartografische Projektionen als auch geodätische Transformationen. 

## Applikation
Es wird als kommandozeilenbasiertes Programm (cs2cs) genutzt, damit lassen sich Koordinaten direkt konvertiert oder als Programmbibliothek in andere Programme eingebunden, mit der sich Geodaten zwischen verschiedenen Kartennetzentwürfen konvertieren lassen. Es wird z. B. von GDAL/OGR, GRASS GIS, QGIS, MapServer, PostGIS und Mapnik verwendet. 
Es existieren zahlreiche Bindings in andere Sprachen, z. B. Java, JavaScript, PHP oder C#.

## Versionierung und Benennung
Mit Erscheinen der Version 5 wurde die Programmbibliothek in PROJ umbenannt. Das Projekt an sich blieb aber bis zum Erwerb der Domäne proj.org im Juni 2019 bei dem Namen PROJ.4. Bis auf wenige Ausnahmen soll die Bibliothek aber rückwärtskompatibel bleiben.

## Historie
PROJ begann als reine Kartografieanwendung, mit der Benutzer geodätische Koordinaten mithilfe verschiedener kartografischer Projektionen in projizierte Koordinaten umwandeln konnten. Im Laufe der Jahre, als der Bedarf offensichtlich wurde, hat sich die Unterstützung für Datumsverschiebungen langsam auch in PROJ durchgesetzt. Heute unterstützt PROJ mehr als hundert verschiedene Kartenprojektionen und kann Koordinaten zwischen Datumsangaben mit allen bis auf die obskuren geodätischen Techniken umwandeln.